# East Staffordshire
East Staffordshire  är ett distrikt (motsvarande kommun) i grevskapet Staffordshire i England, Storbritannien. Distriktet har 125 760 invånare (2022). Större orter är Burton upon Trent och Uttoxeter. Distriktet är indelat i 38 civil parishes.